# Camignolo
Camignolo is een plaats en voormalige gemeente in het Zwitserse kanton Ticino, en maakt deel uit van het district Lugano.
Camignolo telt 689 inwoners.

## Geschiedenis
Camignolo fuseerde op 21 november 2010 met de gemeenten Bironico, Medeglia, Rivera en Sigirino tot de gemeente Monteceneri.